# Noord-Germaanse talen

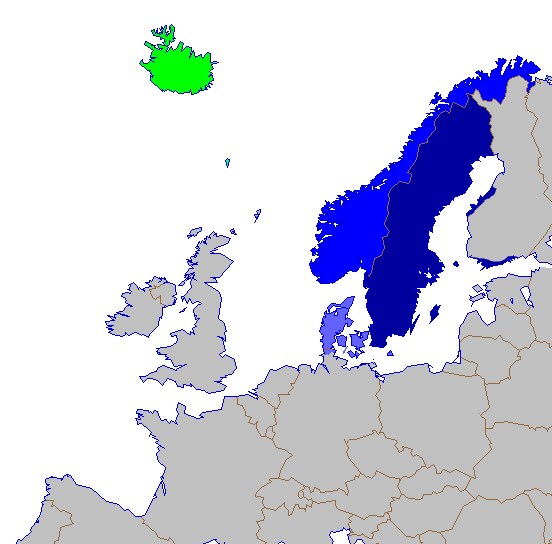
Noord-Germaanse talen
Scandinavische talen:
Deens
Noors
Zweeds
Eiland Noord-Germaanse talen:
IJslands en Faeröers

De Noord-Germaanse of Scandinavische talen zijn het Deens, het Noors (Bokmål en Nynorsk), het Zweeds, het IJslands en het Faeröers. Ze worden voornamelijk in Scandinavië gesproken door ongeveer 20 miljoen mensen.
De Noord-Germaanse talen zijn nauwer verwant met de Oost-Germaanse dan met de West-Germaanse. Het Noord-Germaans is bekend van runeninscripties vanaf de vroege jaartelling. Er is een literaire traditie vanaf de 9e eeuw.
De vasteland-Scandinavische talen (Deens, Noors en Zweeds) zijn tot op zekere hoogte onderling verstaanbaar. Deens en Bokmål lijken zelfs zo sterk op elkaar, dat sommige taalkundigen ze als dialecten van dezelfde taal beschouwen. Daarnaast is betoogd dat alle drie de vasteland-Scandinavische talen een dergelijk hoge mate van wederzijdse verstaanbaarheid hebben dat ze taalkundig als dialecten van een en dezelfde taal (het "Scandinavisch") te beschouwen zijn, ondanks het feit dat ze elk afzonderlijk de status van aparte taal hebben.
Sommige taalwetenschappers beweren dat het huidige Engels ook een deel is van de Noord-Germaanse taalgroep in plaats van de West-Germaanse groep. Hoe dan ook werd het Oudengels sterk beïnvloed door het Oudnoords dat de Vikingen spraken.

## Begripsverwarring
In Scandinavië zelf slaat de term Scandinavische talen alleen op de op het vasteland gesproken talen, dus op het Deens, Noors en Zweeds. De gehele groep van Noord-Germaanse talen, dus met inbegrip van het Faeröers en IJslands, wordt Noordse talen genoemd.

## Indelingen
De taalwetenschap gebruikt verschillende indelingen van de Noord-Germaanse talen in de verschillende taalperiodes.
Vóór het jaar 1100 was er één enkele Noord-Germaanse prototaal (dǫnsk tunga, Oudnoords), die echter enkele dialectverschillen had.
Dus maakt men voor die periode een onderscheid tussen het Westnoords en het Oostnoords:
- Westnoords
  - Oudijslands
  - Oudnoors
- Oostnoords
  - Ouddeens
  - Oudzweeds

Daarna groeiden het Deens en de naburige dialecten uit elkaar, zodat men van ongeveer 1100 tot ongeveer 1300 een nieuwe indeling kan aannemen:
- Zuidnoords
  - Ouddeens
- Noordnoords
  - Oudijslands
  - Oudnoors
  - Oudzweeds

In de late middeleeuwen ontwikkelden zich de Noord-Germaanse talen nogal verschillend: in het Faeröers en het IJslands bleven de oude taalstructuren (in het bijzonder de verbuigingen) goeddeels bewaard, terwijl ze in het Deens, Noors en Zweeds sterk vereenvoudigd werden (zie ook morfologische nivellering).
Vanaf ongeveer 1500 kan men dus een derde indeling van de Noord-Germaanse talen aannemen:
- de talen in de randgebieden
  - IJslands
  - Faeröers
  - Norn (uitgestorven)
- de centrale talen
  - Noors
  - Zweeds
  - Deens

Deze indelingen zijn geen genetische stambomen in het kader van de stamboomtheorie.
Ze beschrijven gelijkenissen tussen talen van een bepaalde periode.
Wanneer deze talen sterk veranderen, worden de gelijkenissen tussen deze talen dan ook groter of kleiner zodat wellicht een nieuwe indeling tot stand komt.

## Grammatica

### Alfabet
Naast de 26 grafemen (letters) van het Nederlandse alfabet kennen de Scandinavische talen een aantal extra grafemen:
- Deens: Æ (æ), Ø (ø), Å (å) (uitspraak ongeveer: é, eu, o),
- Faeröers: Á (á), Đ (ð), Í (í), Ó (ó), Ú (ú), Ý (ý), Æ, Ø,
- IJslands: Á, Đ, É, Í, Ó, Ú, Ý, Þ (þ), Æ, Ö (ö)(uitspraak au, dh, je, ie, oo, oe, ie, th, ai, eu),
- Noors: Æ, Ø, Å (uitspraak ongeveer: è, eu, o),
- Zweeds: Ä, Ö, Å (uitspraak ongeveer: è, eu, o).

### Woordvolgorde
De Noord-Germaanse talen hanteren de SVO-volgorde als standaard. De persoonsvorm staat altijd op de tweede plaats in de hoofdzin, waarbij ook inversie kan optreden. Vergelijk ter illustratie:
- Ik ging na het feest naar huis -- Jag gick hem efter festen (Zweeds)-- Jeg gik hjem efter festen (Deens)
- Na het feest ging ik naar huis -- Efter festen gick jag hem (Zweeds) -- Efter festen gik jeg hjem (Deens)

Het hoofdwerkwoord komt echter volledig vóór het lijdend voorwerp:
- Ik heb een boek gelezen -- Jag har läst en bok (Zweeds) -- Jeg har læst en bog (Deens)

De belangrijkste afwijking van de Nederlandse standaardwoordvolgorde is de plaats van de negatie (Het Zweedse inte/ej, Deense ikke/ej, Noorse ikke/ikkje etc.):
- Ik heb het boek niet gelezen -- Jag har inte läst boken (Zweeds) -- Jeg har ikke læst bogen (Deens)

### Zelfstandige naamwoorden
Kenmerkend voor de Noord-Germaanse talen is dat het bepaald lidwoord zich gedraagt als een suffix doordat het aan het zelfstandig naamwoord "vastgeplakt" wordt; dit heet aangehecht lidwoord (hetzelfde gebeurt bijvoorbeeld in het Arabisch). Het IJslands heeft als enige van de vijf Noord-Germaanse talen geen onbepaald lidwoord. Een voorbeeld:
| Nederlands | IJslands   | Faeröers    | Nynorsk | Bokmål  | Deens    | Zweeds   |
| een jongen | strákur    | ein drongur | ein gut | en gutt | en dreng | en pojke |
| de jongen  | strákurinn | drongurin   | guten   | gutten  | drengen  | pojken   |
| jongens    | strákar    | dreingir    | gutar   | gutter  | drenge   | pojkar   |
| de jongens | strákarnir | dreingirnir | gutane  | guttene | drengene | pojkarna |

Het IJslands en het Faeröers kennen bovendien nog een systeem van vier naamvallen, net als bijvoorbeeld het Duits. Het Deens, Noors en Zweeds kennen tegenwoordig naast de nominatief alleen nog de genitief-s zoals in het Nederlands, met het verschil dat deze genitief in de Noord-Germaanse talen bij alle zelfstandige naamwoorden en in het Nederlands vrijwel alleen bij persoonsnamen wordt gebruikt. (In dit opzicht lijkt het Engels, waar het gebruik van de genitive-s ook vrij algemeen is, dus meer op de Noord-Germaanse talen dan op het Nederlands).
Annas bok = Anna's boek of het boek van Anna
bokens titel = de titel van het boek (letterlijk: het boeks titel)
De Noord-Germaanse talen kennen ook een voorzetsel "van" (Deens, IJslands: af; Faeröers, Noors, Zweeds: av), maar dat wordt in de regel niet gebruikt om een bezitsverhouding aan te duiden.
Met name in het Noors bestaat de neiging om de genitief-s te vermijden en in plaats daarvan een analytische constructie met het voorzetsel til of een constructie met het bezittelijk voornaamwoord sin ("zijn") toe te passen. Bijvoorbeeld:
boken til Anna = het boek van Anna
Anna sin bok = Anna d'r boek
De genitief-s wordt in alle Noord-Germaanse talen ook nog regelmatig gebruikt in vaste uitdrukkingen met het Deens/Noorse voorzetsel til en het Zweedse voorzetsel till dat in het Nederlands ongeveer naar, tot of ter betekent (vgl. het Engelse until).
Noors en Deens: Hun er dårlig til bens.
Noors en Deens: Velkommen til bords.
Zweeds: Välkommen till bords.
Zweeds: Vi drar till skogs.
Betekenissen:
Zij is slecht ter been.
Welkom aan tafel.
Wij gaan naar het bos.

### Werkwoorden
De werkwoorden hebben tijden vergelijkbaar met die in het Nederlands, Duits en Engels (tegenwoordige tijd, verleden tijd, enzovoorts). In het Noors, Deens en Zweeds is er slechts één vorm voor alle personen (ik, jij, hij, wij, jullie). In het IJslands en het Faeröers is dit niet het geval. Vergelijk het IJslandse en Deense werkwoord "hebben".
IJslands:
ég hefi (ik heb)
þú hefur (jij hebt)
hann hefur (hij heeft)
við höfum (wij hebben)
þið hafið (jullie hebben)
þeir hafa (zij hebben)
Deens:
jeg har (ik heb)
du har (jij hebt)
han har (hij heeft)
vi har (wij hebben)
I har (jullie hebben)
de har (zij hebben)
De lijdende vorm kan gemaakt worden op twee manieren, zoals in dit Zweedse en Deense voorbeeld:
De kip wordt geslacht:
In het Zweeds: kycklingen blir slaktad of kycklingen slaktas
In het Deens: kyllingen bliver slagtet of kyllingen slagtes
De -s-vorm wordt als stijlvoller en/of als formeler gezien.
De -s-vorm in de verleden tijd wordt in het Zweeds ook vaak gebruikt voor dingen waar wij in het Nederlands is ge- voor zouden gebruiken:
Dit boek is geschreven door -- Den här boken skrevs av ... (let.: Dit hier boek werd geschreven door...)

#### Partikels
Werkwoorden kunnen uit twee delen bestaan, waarbij het tweede deel, het partikel een bijwoord of voorzetsel is dat het werkwoord een andere betekenis geeft. Het partikel kan bij werkwoordsvormen van plaats veranderen. Bijvoorbeeld:
| Nederlands | Zweeds   | Bokmål   | Nynorsk  | Deens     |
| aanzetten  | sätta på | slå på   | setje på | tænde for |
| aangezet   | påsatt   | slått på |          | påsat     |